# Ceci Balagot
Ceci Balagot, född som Cecilia Balagot, den 2 april 2001 i Long Beach i Kalifornien, är en amerikansk skådespelare, som identifierar sig som ickebinär (under pronomen han/hen). Hans skådespelarkarriär påbörjades under år 2008, då han (under födelsenamnet Cecilia) spelade rollen som Jenny Mode, i ett avsnitt av Cityakuten. Han har sedan dess medverkat i flertalet andra produktioner, bland annat i Nickelodeon/Paramount+-filmerna Monster High: Filmen och Monster High 2, i rollen som Frankie Stein.

## Filmografi (i urval)

### Filmer
- 2019 – Dear Evan Hansen
- 2022 – Monster High: Filmen
- 2023 – Monster High 2

### TV-serier
- 2008 – Cityakuten (TV-serie)
- 2010 – Desperate Housewives (TV-serie)
- 2014–2017 – Här är ditt liv, Riley (TV-serie)
- 2020 – Dispatches from Elsewhere (TV-serie)